# Коломбо, Джузеппе (математик)
Джузеппе Коломбо (известен как Бепи; 2 октября 1920, Падуя, Венеция[…] — 20 февраля 1984, Падуя, Венеция) — итальянский математик, физик, астроном, инженер и учёный.

## Биография
Коломбо вырос в своём родном городе Падуя, где он учился в начальной и средней школе.
Девятый из десяти братьев, он выиграл стипендию и посещал Высшую Пизанскую школу, пока не отправился на Восточный фронт во время Второй мировой войны в качестве второго лейтенанта артиллерии в дивизии «Коссерия». После полученных травм он был награждён медалью «За воинскую доблесть».
В 1944 году получил докторскую степень по математике в Пизанском университете и вернулся в свой родной город Падуя.
В 1945 году работал ассистентом и доцентом по теоретической механике в Падуе.
В 1955 году стал профессором по прикладной механике на инженерном факультете машиностроения в Падуанском университете. В университете Джузеппе Коломбо вёл лекции о вибрации и небесной механике, космической геодезии, механической вибрации и транспортных средств и ракет-носителей, а также преподавал в Катании и Модене.
В 1961 году, после запуска первого искусственного спутника Земли, он был приглашён на работу в НАСА.
С 1964 по 1976 год Джузеппе Коломбо входил в состав национальных комитетов Национального исследовательского совета. Он также принимал участие в исследованиях в Гарвард-Смитсоновском центре астрофизики, Калифорнийском технологическом институте и Лаборатории реактивного движения. Джузеппе Коломбо работал в продвижении космических исследований в Итальянском космическом агентстве и в итальянской авиакосмической корпорации Aeritalia из Турина и в Падуанском университете в Пизе и Турине.
В 1965 году он был консультантом по компьютерам IBM в НАСА.
В 1984 году Джузеппе Коломбо умер от рака в возрасте 63 лет.

## Вклад в науку

### Меркурий
В 1965 году Джузеппе Коломбо обнаружил связь между орбитальным и собственным вращением Меркурия (планета завершает три вращения вокруг своей собственной оси каждые два оборота вокруг Солнца). Обнаружив, что период орбиты Маринер-10 после облёта Меркурия будет совпадать с двукратным периодом обращения самой планеты, он предложил использовать этот спин-орбитальный резонанс для планирования нескольких облётов Меркурия. До расчётов Джузеппе Коломбо астрономы, начиная со Скиапарелли ошибочно полагали, что периоды Меркурия равны, и он под воздействием приливного захвата всегда обращён к Солнцу одной стороной.
Джузеппе Коломбо внёс вклад в кампанию Маринер-10 в 1974 году. Именно его расчёты показали, как вывести космический корабль на солнечную орбиту, который несколько раз приблизится к Меркурию, используя гравитационный манёвр с Венерой. Благодаря этой идее, НАСА смогла заставить Маринер-10 совершить три облёта Меркурия вместо одного. Маринер-10 стал первым космическим кораблём, который использовал гравитационную помощь другой планеты (впервые гравитационный манёвр был использован за 15 лет до него, советской АМС Луна-3).
Его модификация была незамедлительно включена в план миссии инженерами и математиками Лаборатории реактивного движения и позволила провести три облёта вокруг Меркурия до того, как в зонде закончится топливо. С тех пор техника облётов всех космических аппаратов по теории гравитационного манёвра стала обычным делом.
Его также помнят за планирование многократного облёта Меркурия в 1972—1973 годах, за разработку миссии «Солнечный зонд», за продвижение использования радиометра нового типа и за понимание того, что изменение азимутальной яркости кольца А Сатурна связано с его спиральной структурой. В отношении планирования траектории Маринер-10 он заявил в La Stampa:
|           | итал. Quella è una delle cose che mi sono costate meno fatica. È un episodio banale della mia attività scientifica: non avrei mai pensato che potesse destare scalpore |  | «Это одна из вещей, которая стоит мне меньше усилий. Это банальный эпизод моей научной деятельности: я никогда не думал, что это может вызвать сенсацию» |  |
| La Stampa | |  | |  |

### Кольца Сатурна
Коломбо также внёс значительный вклад в изучение колец Сатурна, в основном используя наземные наблюдения ещё до того, как исследование космоса достигло внешней Солнечной системы.

### Другие вклады
По прозвищу «Небесный механик» имя Джузеппе Коломбо связано со спутником на привязи (привязь Марио Гросси, которую Джузеппе Коломбо помог развить с начала 1970-х), с идеей космического плота, созданного повторным использованием баков ракетного топлива, оставленного в космосе космическим челноком, и подъёма огромных зеркал на орбиту, чтобы сконцентрировать солнечные лучи на некоторых участках Земли для разгона тумана.
Проект «Космическая привязь» был осуществлён в 1992 году (STS-46), а затем в 1996 году (STS-75).
Джузеппе Коломбо также участвовал в миссии Европейского космического агентства по запуску космического корабля Джотто, который в 1986 году встретил комету Галлея. Название было предложено им в честь рождения Джотто ди Бондоне в капелле Скровеньи, где показана комета.

## Достижения и награды
- В 1971 году Джузеппе Коломбо присуждена премия имени Антонио Фельтринелли[14].
- В 1983 году награждён НАСА золотой медалью «За многочисленные успехи»[англ.] в течение долгой карьеры.
- В 1983 году Джузеппе Коломбо был принят в Американскую академию искусств и наук; также в Папскую академию наук.

## Наследие
- Провинция Падуя учредила «Приз Бепи Коломбо» для международных исследователей, больше всего отличившихся в своих исследованиях в определённом секторе, связанном с дисциплинарной областью, которой занимался профессор Коломбо и ежегодно присуждает эту «стипендию Коломбо» учёным.
- Падуанский университет назвал именем Джузеппе Коломбо Межведомственный центр космических исследований и деятельности в его честь[15].
- Центр космической геодезии имени Джузеппе Коломбо[англ.] в городе Матера, Италия, был посвящён Джузеппе Коломбо.
- Несколько астрономических объектов и космических кораблей названы в честь Джузеппе Коломбо:
  - Пустое пространство в системе планетарных колец носит имя Джузеппе Коломбо (Разрыв Коломбо[итал.]) — расстояние около 100—150 км внутри кольца «С» колец Сатурна.
  - Европейское космическое агентство посвятило миссию BepiColombo, запущенную 20 октября 2018 года после разведки Меркурия[16][a].
  - Астероид, названный 10387 Bepicolombo из пояса астероидов, открытый 18 октября 1996 года итальянским астрономом Пьеро Сиколи, а также астрономом Франческо Манка из Астрономической обсерватории в Сормано, Италия.